# Dasyloricaria filamentosa
Dasyloricaria filamentosa är en fiskart som först beskrevs av Steindachner, 1878.  Dasyloricaria filamentosa ingår i släktet Dasyloricaria och familjen Loricariidae. IUCN kategoriserar arten globalt som livskraftig. Inga underarter finns listade i Catalogue of Life.